# Commerce de pangolins

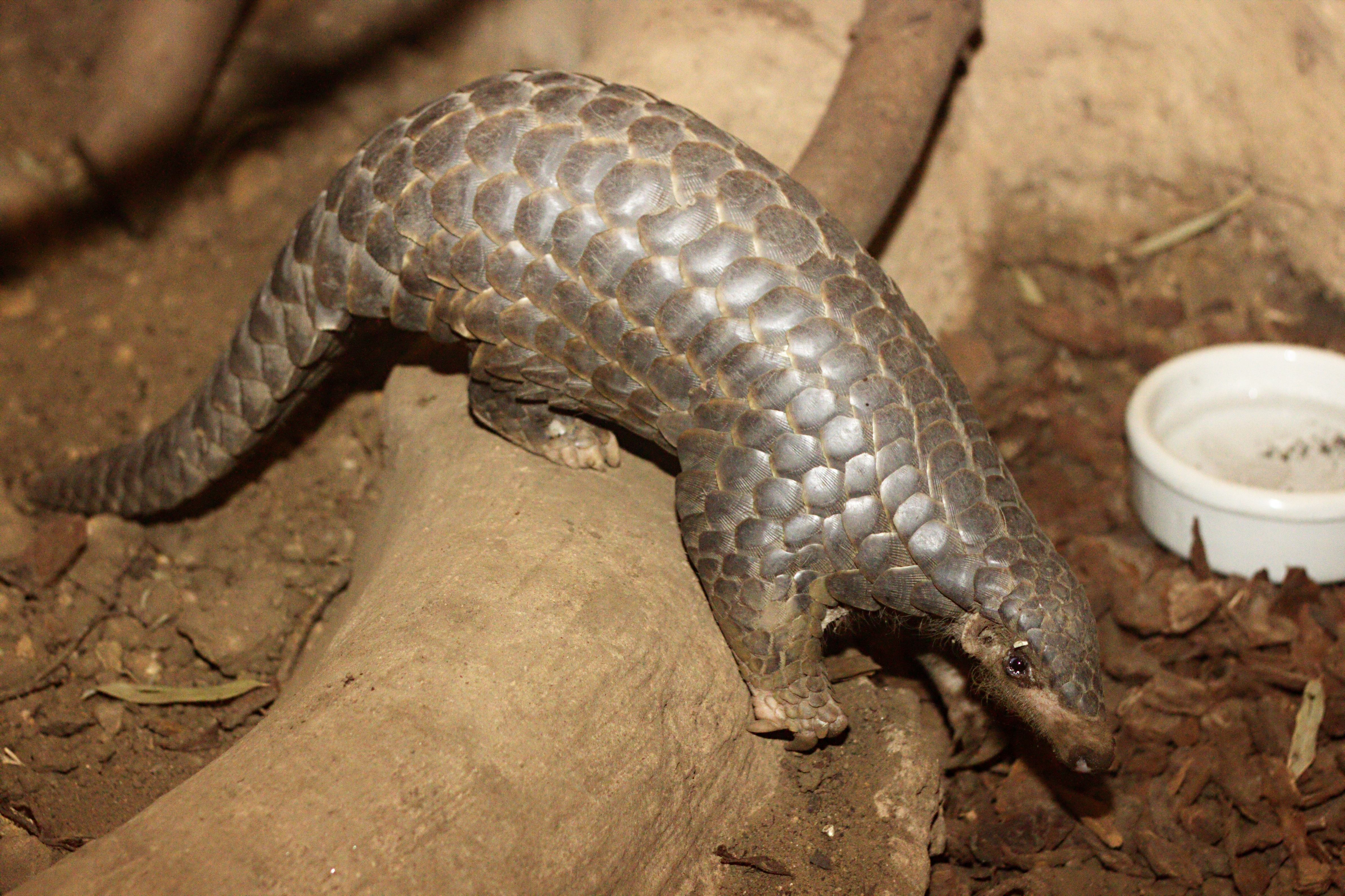
Un pangolin chinois (Manis pentadactyla) au zoo de Leipzig, Allemagne

Le commerce du pangolin est le braconnage, le trafic et la vente illégale de pangolins, de parties de pangolins ou de produits dérivés du pangolin. Les pangolins seraient le mammifère le plus trafiqué au monde, représentant jusqu'à 20% du commerce illégal d'espèces sauvages. Selon l'Union internationale pour la conservation de la nature (UICN), plus d'un million de pangolins ont été braconnés au cours de la décennie précédant 2014.
Les animaux sont victimes de trafic principalement pour leurs écailles, qui sont censées traiter une variété de conditions de santé dans la médecine traditionnelle chinoise (MTC) et comme aliment de luxe au Vietnam et en Chine. En Afrique, les pangolins sont vendus sous forme de viande de brousse, à des fins rituelles ou spirituelles, et utilisés en médecine traditionnelle africaine. Plusieurs fois, l'animal est victime de trafic uniquement pour les vêtements et la mode. 
La Convention sur le commerce international des espèces menacées d'extinction (CITES), qui réglemente le commerce international des espèces sauvages, a imposé des restrictions sur le marché des pangolins depuis 1975 et, en 2016, elle a ajouté les huit espèces de pangolins à son annexe I, réservée aux interdictions les plus strictes animaux menacés d'extinction. Ils sont également inscrits sur la Liste rouge de l'UICN, tous avec des populations et des désignations décroissantes allant de Vulnérable à En danger critique d'extinction.  

## Contexte

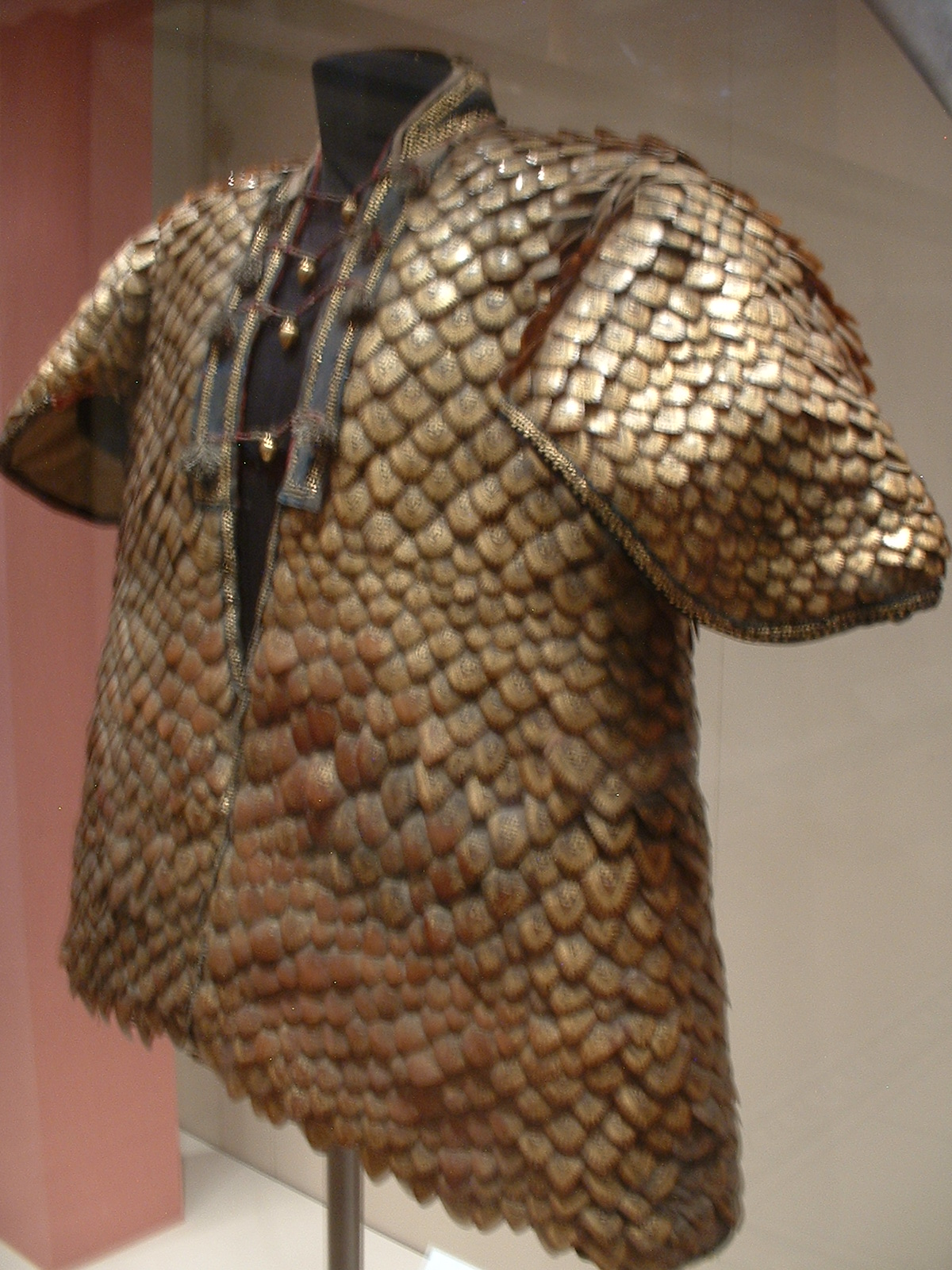
Un manteau fait d'écailles de Manis crassicaudata exposé au Royal Armouries de Leeds. Le manteau a été donné au roi George III en 1820, avec un casque, également fait d'écailles de pangolin.

Les pangolins sont des mammifères de l'ordre des Pholidota, dont il existe une seule famille, les Manidae, avec trois genres : Manis comprend quatre espèces en Asie, et Phataginus et Smutsia comprennent chacune deux espèces en Afrique. Ils sont le seul mammifère connu pour avoir une couche de grandes écailles de kératine protectrices couvrant leur peau. Bien que parfois connus sous le nom commun de «fourmilier écailleux», et autrefois considérés comme étant dans le même ordre que les fourmiliers, ils sont taxonomiquement distants, regroupés avec Carnivora sous le clade Ferae. 
Le comportement des pangolins varie selon les espèces, certains vivant au sol, dans des terriers et d'autres vivant dans les arbres. Un prédateur commun, les grands félins, a du mal à lutter contre les écailles des pangolins lorsqu'ils sont enroulés. Mais bien que bien équipés pour se défendre contre les prédateurs naturels, ils sont facilement capturés par les braconniers, qui ramassent simplement les animaux lorsqu'ils se roulent en boule.   
Les huit espèces de pangolins sont inscrites sur la Liste rouge de l'UICN, avec des désignations allant de Vulnérable à En danger critique d'extinction. Selon l'UICN et d'autres scientifiques et activistes, les populations de toutes les espèces diminuent rapidement. 

## Histoire
Le commerce du pangolin est vieux de plusieurs siècles. Un premier exemple connu remonte à 1820, lorsque Francis Rawdon, 1er marquis de Hastings et gouverneur général de la Compagnie des Indes orientales au Bengale, présenta au roi George III un manteau et un casque faits avec les écailles de Manis crassicaudata. Les cadeaux sont maintenant stockés dans les armureries royales de Leeds. 
La Convention sur le commerce international des espèces menacées d'extinction (CITES), qui réglemente le commerce international des espèces sauvages, a ajouté les huit espèces connues de pangolin à ses annexes en 1975. La CITES place les espèces qu'elle cherche à protéger dans trois annexes organisées en fonction de l'urgence et, en conséquence, de la rigueur de la réglementation. L'annexe I comprend les interdictions les plus strictes et est réservée aux animaux menacés d'extinction. En 1975, Smutsia temminckii a été inscrit à l'Annexe I; Manis crassicaudata, Manis culionensis, Manis javanica et Manis pentadactyla ont été inscrits à l'Annexe II; Smutsia gigantea, Phataginus tetradactyla et Phataginus tricuspis ont été inscrits à l'annexe III. En 1995, Smutsia et Phataginus ont été transférés à l'Annexe II. Enfin, en 2016, lors de la 17e Conférence des Parties à la CITES à Johannesbourg, les représentants de 182 pays ont adopté à l'unanimité une interdiction du commerce international de toutes les espèces de pangolins en les transférant à l'Annexe I. Bien que les espèces individuelles soient inscrites à l'Annexe I, la famille dans son ensemble (Manidae) est inscrite à l'Annexe II, ce qui implique que si d'autres espèces sont découvertes, elles seront automatiquement inscrites à l'Annexe II.  
Malgré les restrictions commerciales en vigueur depuis 1975, l'application n'est pas uniformément forte. La plupart des efforts ont porté sur la réduction de l'offre du commerce, mais la demande reste élevée et le marché noir est florissant. Les pangolins seraient le mammifère le plus trafiqué au monde, représentant jusqu'à 20 % du commerce illégal d'espèces sauvages. En 2014, le Worldwatch Institute a signalé que plus de pangolins avaient été saisis que tout autre animal sur le marché noir de la faune asiatique. Les estimations placent le nombre de pangolins braconnés chaque année entre 10 000 et 100 000. L'Union internationale pour la conservation de la nature (UICN) estime que plus d'un million de pangolins ont été braconnés au cours de la décennie précédant 2014. La plupart sont envoyés en Chine et au Vietnam, où leur viande est appréciée et les écailles utilisées à des fins médicinales.  
Les nations africaines et asiatiques signalent fréquemment des confiscations notables de pangolins et de parties de pangolins. Lorsqu'un bateau chinois a heurté un récif de corail aux Philippines en 2013, les autorités ont découvert qu'il transportait 10 tonnes de pangolins congelés.
Au cours de la pandémie de coronavirus 2019-2020, les séquences d'acide nucléique de virus prélevées sur les pangolins s'étaient initialement révélées correspondre à 99% au SARS-CoV-2, le virus qui cause la COVID-19,. On pensait que le virus provenait de chauves-souris et que les pangolins étaient un hôte intermédiaire avant d’infecter les humains. Le commerce illicite chinois de pangolins a été suggéré comme vecteur de transmission humaine,. Cependant, les pangolins ont finalement été exclus comme source définitive de (SARS-CoV-2), après qu'il est apparu que la correspondance à 99% ne se référait pas réellement au génome entier, mais à un site spécifique connu sous le nom de domaine de liaison aux récepteurs (RBD). Une comparaison du génome entier a révélé que le pangolin et les virus humains ne partagent que jusqu'à 92% de leur séquence d'acide nucléique, tandis qu'au moins 99,8% est nécessaire pour une correspondance concluante. Les écologistes craignaient que les premières spéculations sur la provenance des pangolins aient pu conduire à des massacres massifs, mettant en danger les animaux,.

## Asie
Le commerce du pangolin au marché noir est principalement actif en Asie, en particulier en Chine où la population peut être considérée comme de la vermine. La demande est particulièrement élevée pour leurs écailles, mais les animaux entiers sont également vendus vivants ou morts pour la production d'autres produits aux prétendues propriétés médicinales ou pour la consommation en tant qu'aliments exotiques.

### Écailles

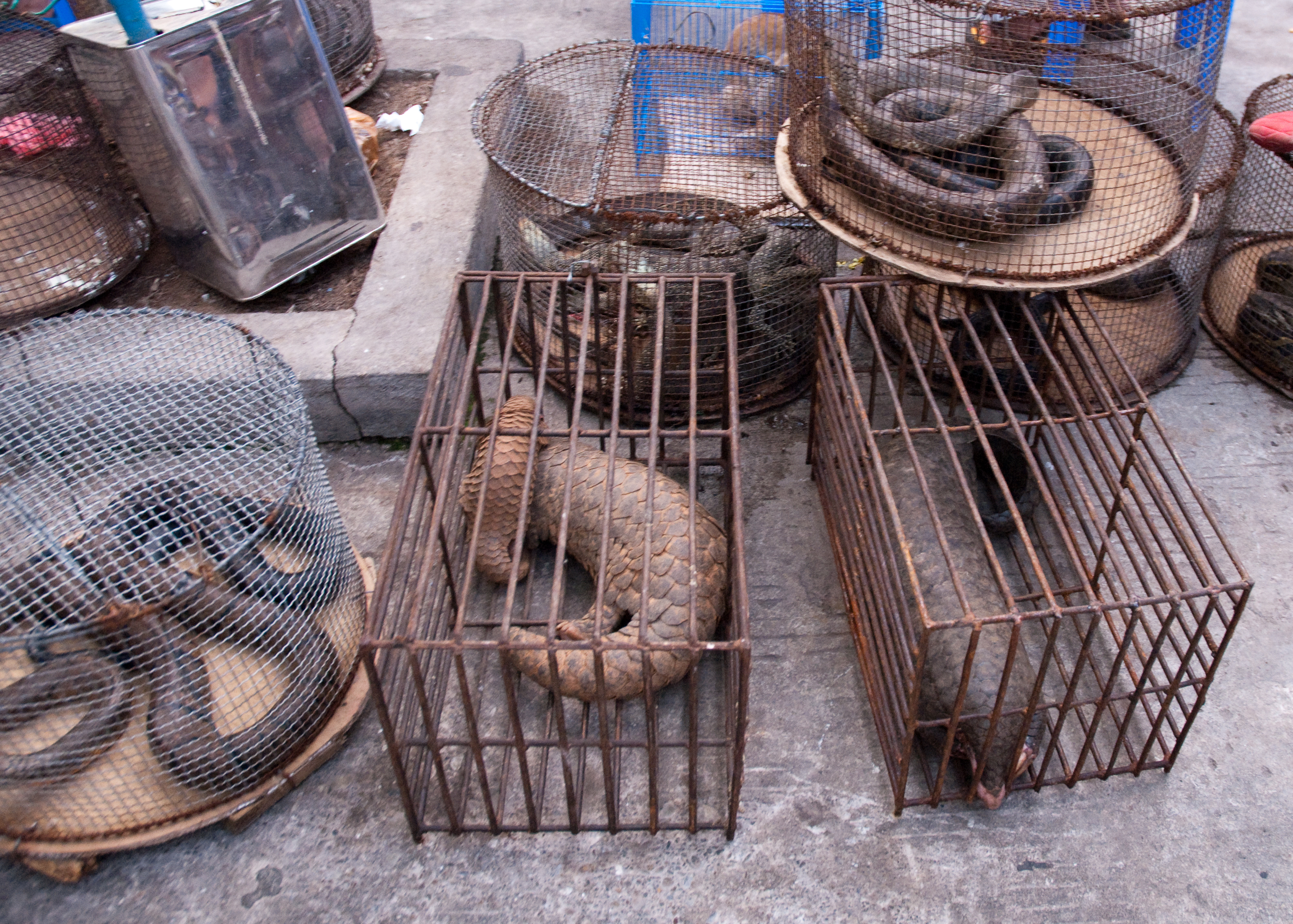
Commerce illicite d'espèces sauvages au Myanmar

Les pangolins ont une épaisse couche d'écailles protectrices en kératine, le même matériau qui compose les ongles humains et les cornes de rhinocéros. Les écailles représentent environ 20% du poids de l'animal. Lorsqu'ils sont menacés, les pangolins s'enroulent en boule, utilisant les écailles comme armure pour se défendre contre les prédateurs. 
Les écailles peuvent coûter plus de 3 000 $/kg sur le marché noir. En médecine traditionnelle chinoise (MTC), les écailles sont utilisées à diverses fins. Les pangolins sont bouillis pour éliminer les écailles qui sont séchées et torréfiées, puis vendus en fonction des allégations selon lesquelles ils peuvent stimuler la lactation aider à drainer le pus et soulager les maladies de la peau ou la paralysie. En 2015, les écailles de pangolin étaient couvertes par certains régimes d'assurance maladie au Vietnam.  

### Viande

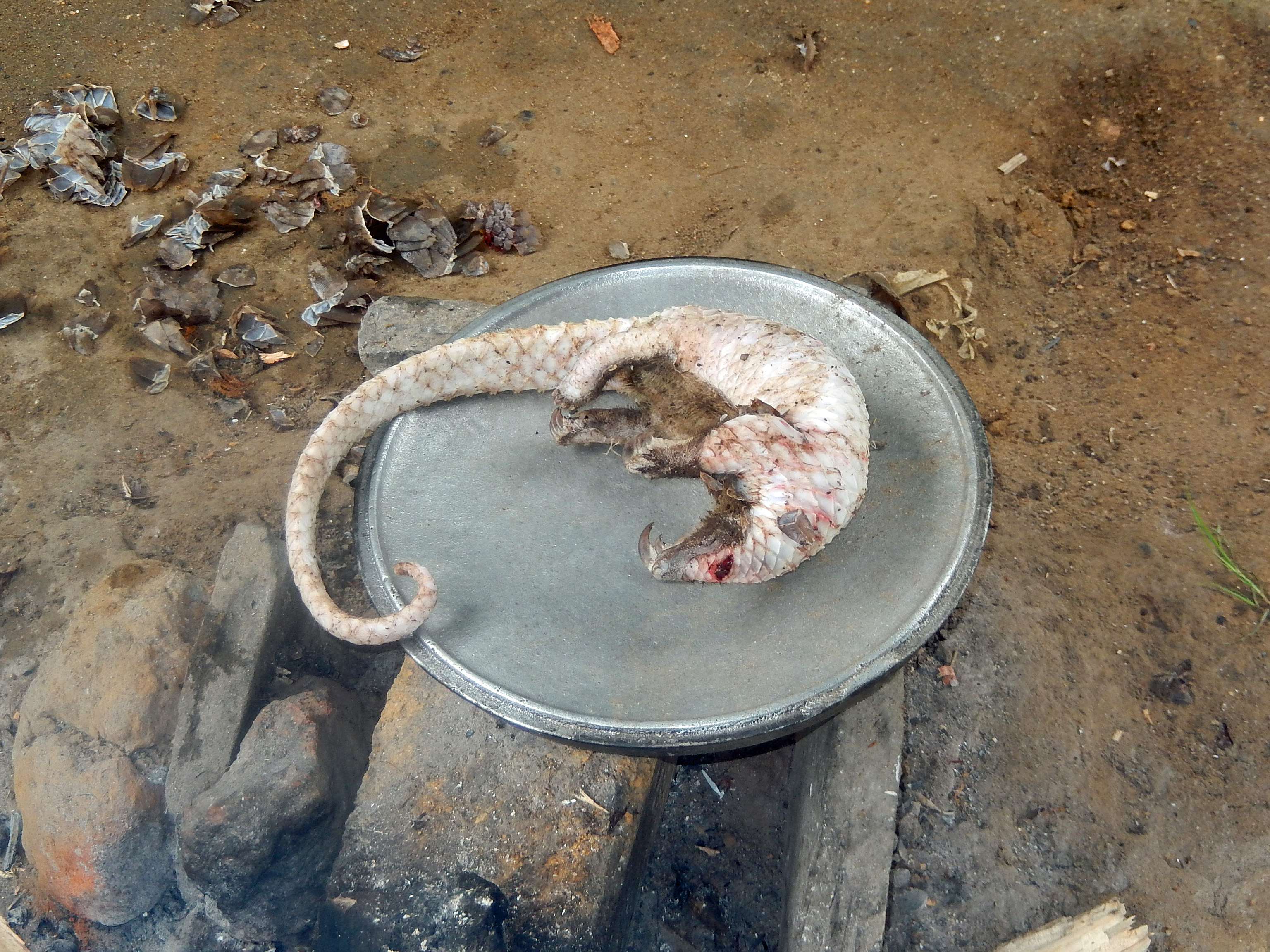
Pangolin préparé pour la cuisson

La viande de pangolin est appréciée dans certaines parties de la Chine et du Vietnam. En Chine, la viande aiderait supposément la fonction rénale. Au Vietnam, les restaurants facturent jusqu'à 150 $ par livre de viande de pangolin. Dans un restaurant à Hô-Chi-Minh-Ville, le pangolin est l'élément le plus cher de son menu de la faune exotique, nécessitant un dépôt et un préavis de quelques heures. Les employés du restaurant tuent l'animal à table, devant les convives, pour montrer authenticité et fraîcheur.  
Selon Dan Challender du groupe de spécialistes des pangolins de l' Union internationale pour la conservation de la nature, "Le fait qu'il soit illégal n'est pas minimisé et est même attrayant, car il ajoute à cet élément, que vous vivez au-delà de la loi."  

### Utilisation continue en médecine traditionnelle
La pharmacopée officielle de la République populaire de Chine continue d'inclure des écailles de pangolin chinois comme ingrédient dans les formulations de MTC, et il existe un marché légal pour les écailles. Aujourd'hui, les écailles de pangolin sont principalement utilisées pour débloquer les caillots sanguins, favoriser la circulation sanguine et aider les femmes qui allaitent à sécréter du lait. Il existe de nombreuses autres applications pour traiter les maladies gynécologiques, et les pilules qui contiennent des écailles de pangolin en poudre sont utilisées pour traiter les blocages des trompes de Fallope pour guérir l'infertilité. Les chercheurs et inventeurs de la MTC continuent d'augmenter le nombre d'applications des écailles de pangolin : des brevets continuent d'être déposés pour des formulations médicinales et des revues médicales continuent de publier des articles vantant les avantages pour la santé et la guérison, y compris le traitement de maladies qui ne sont pas reconnues par la médecine occidentale. Les avantages récemment ajoutés comprennent la guérison de l'anorexie chez les enfants (2002) et l'obstruction intestinale adhésive (2004). 

### Autres produits
Bien que la viande et les écailles soient les principaux moteurs du commerce intercontinental du pangolin, il existe également d'autres parties et utilisations moins courantes. Le vin de pangolin est produit en faisant bouillir du vin de riz avec un bébé pangolin. Il est censé avoir diverses propriétés curatives, comme pour le traitement des maladies de la peau et une meilleure respiration. Le sang de pangolin est également considéré par certains comme ayant une valeur médicinale. Des peaux de pangolins ont également fait l'objet d'un trafic. En 2015, l'Ouganda a indiqué qu'il avait saisi deux tonnes de peaux de pangolin. Il existe également des preuves de pangolins vivants commercialisés internationalement comme animaux de zoo. 

## Afrique
Les humains chassent, commercialisent et trafiquent les pangolins en Afrique à des fins spirituelles, de médecine traditionnelle et de consommation comme viande de brousse,. Dans certaines régions, le braconnage des pangolins est protégé par des lois ou des tabous culturels ou spirituels. Par exemple, les chefs du district de Hurungwe au Zimbabwe interdisent le meurtre ou le commerce de pangolins.

### Viande de brousse
Les pangolins sont braconnés par les chasseurs de subsistance pour la consommation directe, vendus sur les marchés locaux, et achetés directement auprès de vendeurs à domicile ou de chasseurs. Un rapport de 1988 a révélé qu'au Nigéria, les espèces à longue queue (Phataginus tetradactyla) et à ventre blanc (Phataginus tricuspis) étaient la deuxième viande de brousse la plus chère. Cependant, dans certaines régions, comme la République démocratique du Congo, les pangolins sont l'un des animaux les moins fréquemment capturés pour la viande de brousse (totalisant 1,7 % des espèces enregistrées en 1987). Cela était dû en partie à leur nature insaisissable ainsi qu'aux tabous sociaux. Au Ghana, les pangolins sont chassés à l'aide de pièges, d'armes à feu ou de chiens et sont souvent échangés directement des chasseurs vers les restaurants ou les grossistes en bordure de route, contournant les marchés,. Il y a une indication d'une chasse élevée pendant les périodes de culture maigre. Cela, en partie, semble être dû à la faible demande de main-d'œuvre pour les plantations de cacao (une ressource agricole primaire au Ghana) en septembre et octobre et, par conséquent, à une demande de travail plus élevée en novembre et décembre. 

### La médecine traditionnelle

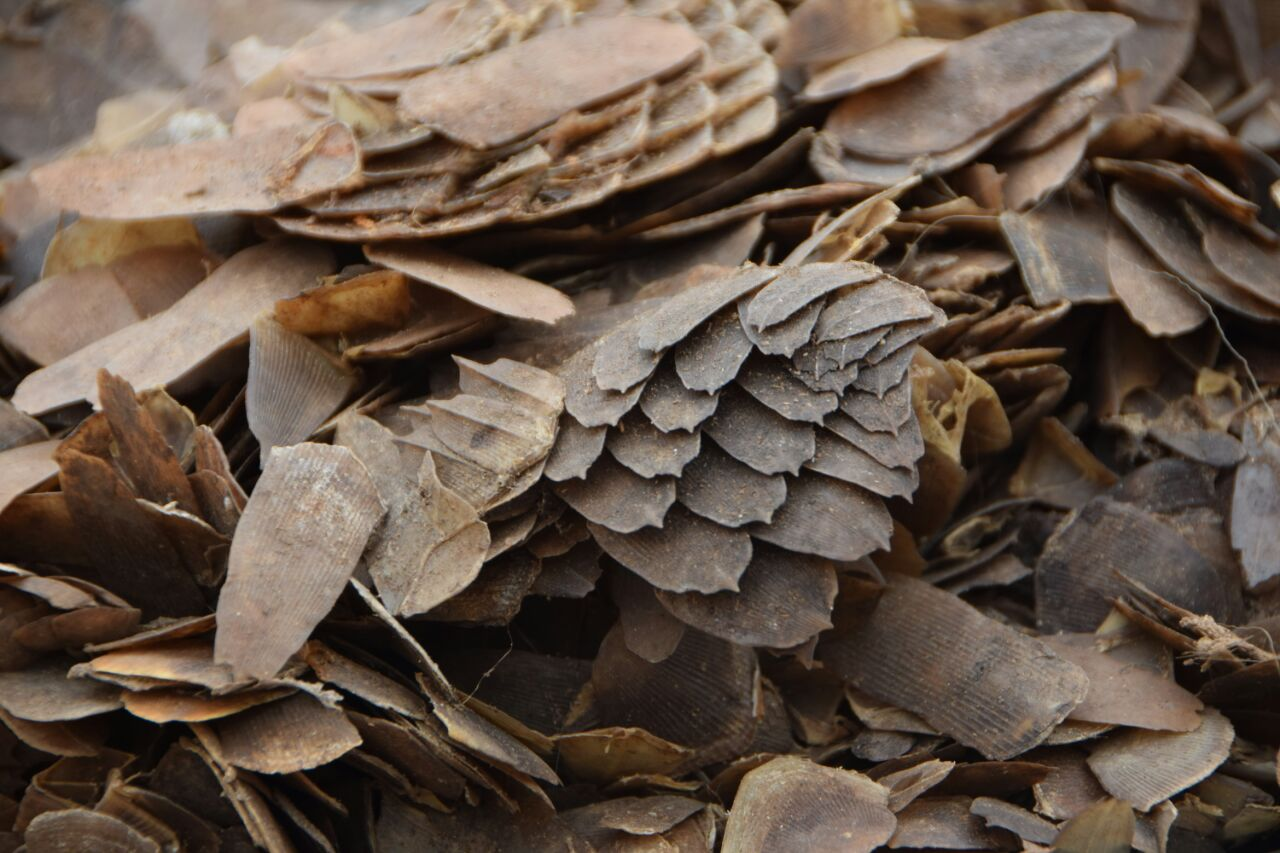
Des écailles de pangolin confisquées devraient être détruites au Cameroun en 2017

Les pangolins jouent un certain nombre de rôles dans la médecine traditionnelle africaine, et un plus grand nombre de parties d'animaux ont un but,,. Par exemple, une étude sur l'utilisation du pangolin à Kumasi, au Ghana, a trouvé des exemples pour 13 parties du corps. 
Les écailles sont utilisées par les médecins yorubiques au Nigéria pour traiter, guérir ou réguler les troubles gastriques, la gonorrhée, les menstruations, les démangeaisons ou les gonflements génitaux, les plaies et les coupures, les maladies mentales, les accidents vasculaires cérébraux et servent d'antidote à divers poisons. La tribu Awori les utilise pour traiter les maux de dos, les maladies mentales, les rhumatismes, les ulcères d'estomac, les maladies vénériennes, les plaies et les coupures, la faible libido sexuelle et comme antibiotiques. Au Ghana, une étude à Kumasi a trouvé des écailles utilisées pour traiter un certain nombre de troubles médicaux différents comme les rhumatismes, l'infertilité, les convulsions, l'épilepsie, les douleurs menstruelles, les troubles gastriques, les maux de tête, les douleurs à la taille et au dos, les accidents vasculaires cérébraux, les maladies mentales, les cicatrices cutanées, les maladies d'origine hydrique. et la lèpre. Des recherches à Lentsweletau, au Botswana, ont trouvé des écailles utilisées pour les talons fendillés, la toux persistante et les saignements de nez chez l'homme, et, lorsqu'elle était brûlée, la fumée était utilisée pour améliorer la santé des bovins,. Dans le district de Bombali en Sierra Leone, des écailles ont été utilisées pour les maladies de la peau, l'impuissance, l'infertilité, les côtes cassées, les maladies de l'estomac, l'inflammation de la marine, le pied d'athlète, les troubles des ongles, la guérison des bébés prématurés, l'arthrite, les rhumatismes, l'épilepsie, les douleurs corporelles, les otites, éruptions cutanées et cicatrices.
En médecine yorubique, les os de pangolin sont utilisés pour traiter les accidents vasculaires cérébraux, les maux de dos et les rhumatismes, tandis que les Awori les utilisent également pour traiter les maladies mentales,. Au Ghana, ils ont été utilisés pour les rhumatismes, les convulsions, les maux de tête, les accidents vasculaires cérébraux, les douleurs à la taille, l'asthme, les maladies mentales, la fièvre, l'énurésie nocturne, les jambes cassées, les éruptions cutanées et le cancer du sein. 
La tête d'un pangolin est utilisée par les Awori pour traiter les convulsions et éliminer les étourdissements. Au Ghana, il s'est avéré être utilisé pour l'infertilité, les accidents vasculaires cérébraux, les maux de tête, les maladies cardiaques, la fièvre, la gonorrhée et les courbatures. En Sierra Leone, des preuves ont été trouvées concernant l'infertilité, les maux de tête, les maladies de la peau, les maux de dents, les maladies cardiaques, la paralysie, les hernies, les griffes des mains et comme antidote au poison. 
Dans la région de Lentsweletau au Botswana, il existe également des utilisations pour les poumons, le cœur, le sang et l'estomac. Les poumons ont été utilisés pour traiter l'asthme; le cœur pour la crise cardiaque, l'asthme et le psoriasis; sang pour les saignements de nez et l'hypertension; estomac pour les parasites chez les enfants. L'huile de pangolin, recueillie en fumant un animal sur un feu, a été utilisée en Sierra Leone pour les éruptions cutanées, les vergetures, les talons fendillés, les maladies de la peau, les douleurs au genou, les maladies cardiaques et l'éléphantiasis.
Dans certaines régions, la consommation de viande de pangolin aurait une valeur médicinale. Par exemple, en Sierra Leone, il est utilisé pour guérir les bébés prématurés, les troubles gastriques, les rhumatismes, l'épilepsie, l'hypertension artérielle, les douleurs corporelles, les maladies infantiles courantes, les convulsions et l'anémie.

### Croyances non médicinales
En Afrique, les pangolins sont utilisés à diverses fins non médicinales, telles que l'amélioration des finances, l'amélioration de la chance ou la protection contre les forces spirituelles,,,,. 
Certains groupes au Nigéria croient que la chair du pangolin peut donner au consommateur le pouvoir de la divination, ou autrement apporter la chance, la sécurité ou le calme,. Les personnes à la recherche de réussite commerciale peuvent utiliser la tête et le bout de la queue. On pense que les membres apportent fortune et argent. Les écailles d'un pangolin peuvent être utilisées pour donner de la chance, augmenter la productivité d'une ferme, éloigner les sorcières et les forces du mal, avoir un enfant en toute sécurité, fournir une protection, arrêter des voleurs et créer des amulettes,. Le corps entier d'un pangolin est utilisé dans la construction de rituels, pour la bonne fortune, la prospérité, la prévention de la maladie, la guérison de l'infertilité chez les femmes, l'octroi de l'invisibilité, la réalisation de bonnes ventes en affaires, la prévention des sorts ou des malédictions, l'hypnose ou la séduction,. 
Au Ghana, la communauté de la région de Kusami utilise des écailles, des os, de la tête et de la viande de pangolin à des fins non médicales. Les écailles de pangolins sont utilisées pour la protection spirituelle, les rituels financiers et la protection contre la sorcellerie. Les os sont utilisés pour la protection spirituelle et la protection contre la sorcellerie. La tête d'un pangolin est utilisée pour la protection spirituelle et les rituels financiers. La viande d'un pangolin est utilisée pour créer des charmes pour les chefs tribaux et la queue de pangolin est utilisée comme une aide romantique. 
Dans le district de Bombali en Sierra Leone, les écailles, la viande, le sang, les intestins, les griffes et le pangolin entier font partie du corps du pangolin. Les écailles du pangolin sont utilisées pour rendre invulnérable aux balles ou aux coupures, pour fournir une protection contre la sorcellerie et d'autres formes de protection spirituelle. La viande d'un pangolin est utilisée pour augmenter l'intelligence d'un individu, et la queue d'un pangolin est utilisée pour prévenir contre une morsure de serpent et pour fournir une protection spirituelle. Le sang et les griffes d'un pangolin sont utilisés pour la protection contre la sorcellerie tandis que les intestins du pangolin sont utilisés pour la bonne chance. 
Dans la zone étendue de Lentsweletau au Botswana, sept parties principales du pangolin sont utilisées à des fins non médicinales. La graisse du pangolin est mélangée à des composés bioactifs pour protéger contre la malchance et le mal. Le nez est utilisé pour protéger sa propriété contre le mal ou la malchance. La tête est utilisée pour protéger le bétail et éloigner les sorts et prédateurs maléfiques. Les pattes et les écailles combinées sont utilisées pour protéger les cultures et un champ labouré de toute forme de mal ou de sorcellerie. Les écailles et le sang d'un pangolin sont utilisés ensemble pour attirer les amoureux ou les clients.

## Conservation et application

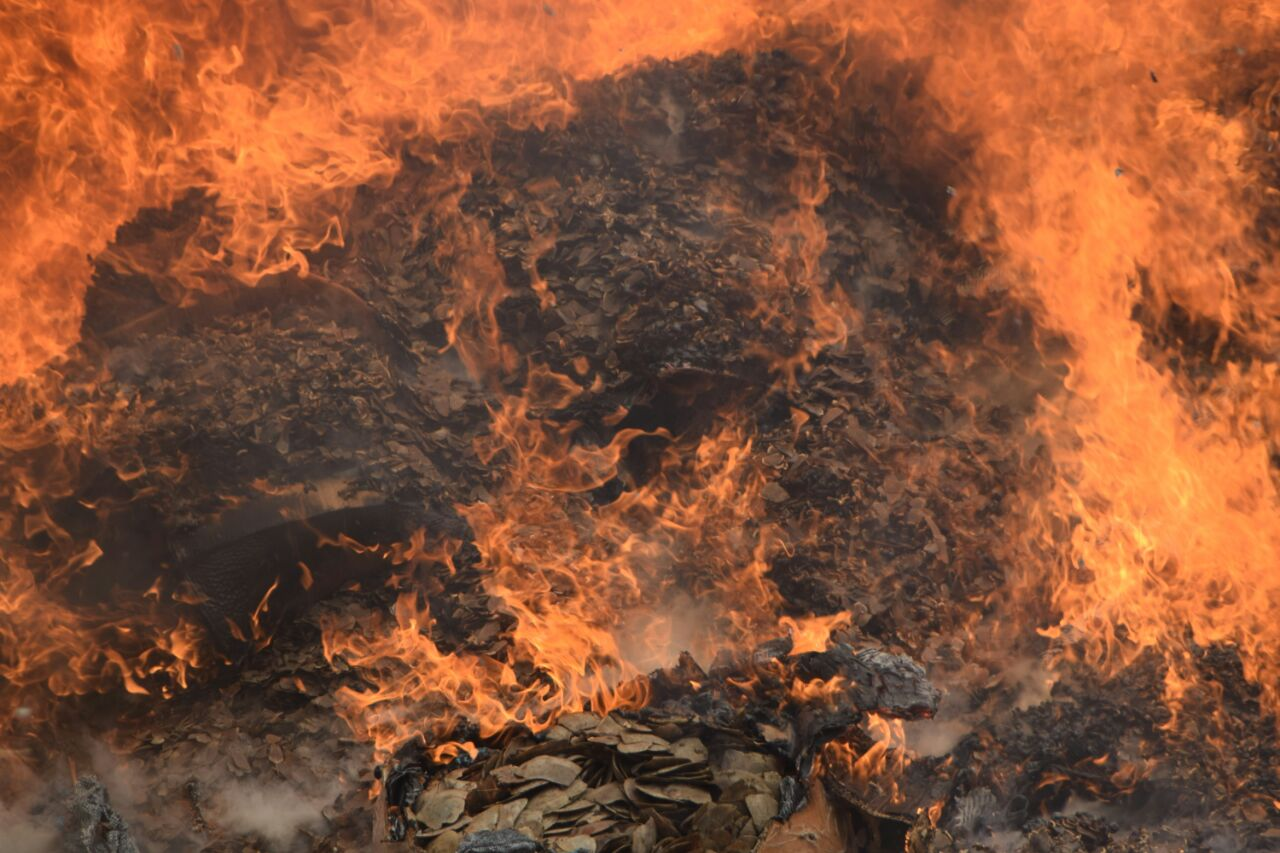
8 tonnes d'écailles de pangolin confisquées brûlant au Cameroun en 2017

Les gouvernements et les organisations non gouvernementales ont entrepris divers efforts de conservation, avec différentes activités et divers degrés de succès dans différentes parties du monde. La Commission de la sauvegarde des espèces de l'UICN a formé un groupe de spécialistes des pangolins en 2012, composé de 100 experts de 25 pays, hébergé par la Zoological Society de Londres. Il a également coordonné une journée de sensibilisation, la Journée mondiale des pangolins, le 15 février, à partir de 2014  
La sensibilisation du public et le soutien aux efforts de conservation peuvent être importants pour leur succès. Selon Annette Olsson, conseillère technique à Conservation International, l'un des problèmes auxquels le pangolin est confronté est que, contrairement aux animaux en danger plus connus comme les éléphants, les rhinocéros, les pandas ou les tigres, « ce n'est pas énorme et pas très charismatique. C'est petit et bizarre et il disparaît. » Les mesures juridiques se concentrent sur la lutte contre le braconnage et l'offre du marché, tandis que l'attention des médias et la sensibilisation du public peuvent être cruciales pour le succès des efforts de conservation des animaux en affectant la demande. Selon John D. Sutter de CNN, « le pangolin a besoin d'une célébrité internationale pour survivre, et le vote CITES est une étape critique vers la réalisation de cette célébrité. » En partie en raison du manque d'attention, la conservation du pangolin n'a pas été un bénéficiaire important du financement des gouvernements ou des ONG.  

David Attenborough a plaidé pour la protection des pangolins.

Le 17 février 2017, un jour avant la Journée mondiale du pangolin, les autorités camerounaises ont brûlé 3 tonnes d'écailles de pangolin confisquées, représentant jusqu'à 10 000 animaux. Le gouvernement camerounais avait confisqué plus de 8 tonnes d'écailles de pangolin depuis 2013. Cette stratégie de conservation est similaire à la destruction de plus en plus courante de l'ivoire confisqué pour dissuader le braconnage et susciter l'indignation ou l'action du public. Comme pour l'ivoire, il y a un coût d'opportunité à détruire le matériel, à échanger la conscience via le spectacle public contre l'argent qui pourrait être gagné en revendant ce qui a été confisqué.  
Au Vietnam, l'un des pays où le commerce du pangolin est le plus actif, les militants n'ont accès qu'à deux centres capables de s'occuper des pangolins et, ensemble, ils ne peuvent garder que 50 animaux au total. CNN a qualifié les militants vietnamiens de «soutien largement insuffisant».  
Un défi important pour les écologistes est la difficulté des pangolins en captivité. Les animaux ne s'adaptent pas bien aux aliments alternatifs ou artificiels et souffrent de stress, de dépression et de malnutrition, ce qui réduit considérablement la durée de vie. Pour ces raisons, ils sont rarement trouvés dans les zoos ou visibles par le public de leur vivant. Par exemple, en 2015 , le seul zoo aux États-Unis à avoir un pangolin est le zoo de San Diego, et un seul parce que l'autre est mort à cause de problèmes digestifs. Une partie du problème, qui est également une cause majeure du problème, est que sans la capacité d'observer des pangolins sains en captivité, il y a encore beaucoup de choses sur les pangolins que les humains n'ont pas encore pu apprendre - variété de leur alimentation, durée de vie maximale, taille maximale, habitudes d'accouplement et nombreux aspects de leur comportement.  
Dans un épisode de l'émission de la BBC Natural World, David Attenborough a souligné le pangolin de la Sonde comme l'une des 10 espèces qu'il aimerait sauver de l'extinction, rappelant avoir sauvé « l'un des animaux les plus attachants que j'aie jamais rencontrés » d'avoir été mangé tout en travaillant sur un film au début de sa carrière.  